# Mihail Jora

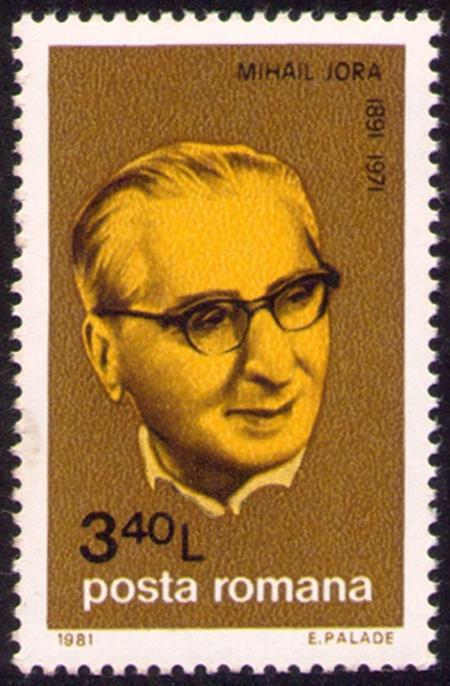
Mihail Jora, Sonderbriefmarke der rumänischen Post (1981)

Mihail Jora (* 14. August 1891 in Roman; † 10. Mai 1971 in Bukarest) war ein rumänischer Komponist.

## Leben
Jora erhielt seine erste musikalische Ausbildung von seiner Mutter, die eine Absolventin des Konservatoriums in Dresden war. Im Familienkreis traf er auch auf George Enescu, der mit Joras Cousine, Maruca Cantacuzino, verheiratet war. Jora studierte Rechtswissenschaft an der Universität Jassy, was er 1912 abschloss, und besuchte in Jassy das Konservatorium bei Sofia Teodoreanu. Er ging von 1912 bis 1914 an das Königliche Konservatorium nach Leipzig zu Max Reger und Robert Teichmüller.
Bei Ausbruch des Ersten Weltkriegs wurde er Offizier der Rumänischen Armee und verlor im Oktober 1916 ein Bein.
Nach dem Krieg setzte er seine musikalische Ausbildung in Paris bei Florent Schmitt fort. 1924 debütierte er in Wien mit den Kompositionen Joujoux pour Ma Dame op. 7 und Jüdischer Marsch op. 8, die von seinem Landsmann Filip Lazăr aufgeführt wurden und im Folgejahr in der Universal Edition von Emil Hertzka gedruckt wurden. Zwischen 1929 und 1962 war er mit politisch bedingten Unterbrechungen Professor am Konservatorium von Bukarest, deren Rektor er ab 1941 zeitweise war, daneben wirkte er 1928 bis 1933 als Programmdirektor beim Rundfunk in Bukarest.
1944 wurde er Vizepräsident der Gesellschaft Rumänischer Komponisten, geriet aber bald unter dem Vorwurf des Formalismus in die Kritik der kommunistischen Staatsführung. Zusätzliche Schwierigkeiten hatte er, weil seine Frau eine Schwester des rumänischen Exilpolitikers Grigore Gafencu war. 1953 unterwarf er sich der Parteidoktrin, wurde wieder in den Komponistenverband aufgenommen, erhielt Kompositionsaufträge und wurde mit einem Staatspreis ausgezeichnet. 1955 wurde er in die Rumänische Akademie aufgenommen. 
1981 veröffentlichte die rumänische Postverwaltung eine Sonderbriefmarke mit dem Porträt Joras. Das Orchester Orchestra Filarmonică Mihail Jora din Bacău ist seit 1991 nach ihm benannt, des Weiteren das Studioul de concerte „Mihail Jora“ (bekannter als Sala Radio), der Konzertsaal des Orchestra Națională Radio in Bukarest. 

## Werke (Auswahl)
Mihail Jora komponierte vier Ballette, eine Sinfonie, zwei Orchestersuiten (darunter Moldauische Landschaften, 1924), kammermusikalische Werke, Klavierwerke, Chormusik und Lieder.
- Fünf Lieder für Singstimme und Klavier op. 1
- Kleine Suite für Violine und Klavier op. 3 OCLC 174649591 I Dor de soare [Sehnsucht nach der Sonne] II Bejeniei [Flucht] III Mângâiere [Trost] IV Reînviere [Auferstehung]
- Privelişti moldoveneşti [Moldauische Landschaften], Suite für Orchester op. 5, 1924 OCLC 839257493
- Joujoux pour Ma Dame, fünf Klavierstücke op. 7 OCLC 1074839654 OCLC 478659088I Ma dame II Ma dame désire entendre du Strawinsky III Un fox-trott pour ma dame IV Ou l'on rêve d'un collier de perlee fines V Tempête dans un verre d'eau
- Marche juive [Jüdischer Marsch] für Klavier solo op. 8 OCLC 234178654
- Streichquartett Nr. 1 e-Moll op. 9
- La piața, Tablou coregrafic [Choreografisches Bild] op. 10 OCLC 174649418
- Lieder op. 11
- Lieder op. 14
- Lieder op. 15
- Sinfonie C-Dur op. 17, 1937 OCLC 462977111
- Lieder op. 18
- Demoazela Măriuça, Ballett in drei Bildern op. 19
- Lieder op. 20
- Klaviersonate op. 21, 1942, Dinu Lipatti gewidmet OCLC 1150504984
- Lieder op. 23
- Kinderstücke für Klavier op. 25
- Lieder op. 28
- Lieder op. 29
- Lieder op. 30
- Lieder op. 36
- Violasonate op. 32
- Balletsuite Când strugurii se coc [Wenn die Trauben reifen] op. 35 OCLC 56550691
- Ballade für gemischten Chor, Baritonsolo und Orchester op. 37
- Lieder op. 40, Text: Mariana Dumitrescu
- Kinderstücke für Klavier op. 41
- Dreizehn Präludien für Klavier op. 42, 1963 OCLC 1128911944
- Lieder op. 43, Text: Mariana Dumitrescu
- Sonatine für Klavier op. 44, 1961 OCLC 7377874
- Lieder op. 45, Text: Mariana Dumitrescu
- Violinsonate op. 46. 1962
- Lieder op. 47, Text: Mariana Dumitrescu
- Kinderstücke für Klavier op. 48
- Lieder op. 49, Text: Mariana Dumitrescu
- Lieder op. 50, Text: Mariana Dumitrescu
- Streichquartett Nr. 2 op. 52
- Lieder op. 53, Text: Mariana Dumitrescu
- Lieder op. 54, Text: Mariana Dumitrescu